# マクドウェル郡 (ノースカロライナ州)
マクドウェル郡（マクドウェルぐん、英: McDowell County）は、アメリカ合衆国ノースカロライナ州の西部に位置する郡である。2010年国勢調査での人口は44,996人であり、2000年の42,151人から6.7%増加した。郡庁所在地はマリオン市（人口7,838人）であり、同郡で人口最大の都市でもある。

## 歴史
1980年代にデイビッド・ムーア博士が行った考古学発掘によって、マクドウェル郡となった地域の初期住人はミシシッピ文化とウッドランド文化の時代の者達であることが分かった。カトーバ川の近く、ラウンドヒルと呼ばれる異常な地形の場所周辺にその証拠を発見した。これら初期のインディアンは、フアン・パルドが探検に入ってきた時以前に住んでいた。
チェロキー族とカトーバ族がこの領域に住んでいたことが分かっている部族である。
1566年、スペイン探検家フアン・パルドがノースカロライナの西部に来て、現在のマクドウェル郡域を通過した。パルドの目的はスペインのために領土を得ることだったが、貴金属を見つけることも期待していた。パルドとその隊員はカトーバ川水源に木造の砦を建設した。パルドはブルーリッジ山脈の険峻な尾根とチェロキー族が領土にしていることで恐れを抱き、翌年にはこの地域を離れた。
1748年、"ハンティング"・ジョン・マクドウェルが、今日「プレザント・ガーデンズ」と呼ばれる土地の払い下げを受けた。そこは、カトーバ川上流スワン池（カトーバ郡内）から西の現在のマリオンとさらにバッククリークと呼ばれる地域までを含んでいた。マクドウェルは友人のヘンリー・ワイドナーと共に狩猟の旅に出て、果てしなく広がる原生林のある瑞々しい青さの谷に出くわした。当時、論争が起こったときは仲間同士のレスリングを行って決着するのが慣習だった。このときはマクドウェルが勝者になった。
"ハンティング"・ジョン・マクドウェルは2か所の払い下げを受け、プレザント・ガーデンズのカトーバ川沿いに住居を建て、家族を増やした。マックス・ディクソンの「ザ・ワトウガンズ」では、テネシーのノリチャンキー川沿いに最後に残った土地をジェイコブ・ブラウンが購入するように仕向け、ノースカロライナの自分の農場でチェロキー族との交渉を主催した。
ジョン・マクドウェルの息子ジョセフは、キングスマウンテンの戦いで重要な役割を果たしたとされている。マクドウェル郡はジョセフ・マクドウェルに因んで名付けられた。今日、その家屋はノースカロライナ州でも数少ない現存する建築物となっている。
後にオールドフォートが設立され、植民地時代の文明が届いた最西端の前進基地となった。初期開拓者は19世紀初期まで一連の砦に保護されて固まった集落を造っていた。

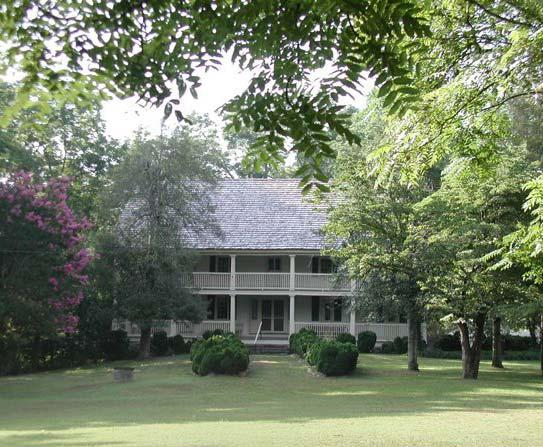
カーソン邸

1793年、ジョン・カーソン大佐がプレザント・ガーデンズのバッククリーク近くにプランテーションの家を建設し、これが現在もカーソン邸として残っている。カーソンは郡南部で金鉱山も運営した。アメリカ独立戦争時も重要人物だった。
マクドウェル郡は1842年にバーク郡とラザフォード郡の一部を合わせて設立された。郡名は、アメリカ独立戦争の英雄で、1797年から1799年までアメリカ合衆国下院議員を務めたジョセフ・マクドウェルに因んで名付けられた。
郡庁所在地のマリオン市は1844年3月14日にカーソン邸で開催された最初の郡政委員会で、選定された土地に計画され建設された。しかし、州議会が正式にマリオンと命名したのは1845年になってからだった。マリオンという名前は「沼のキツネ」と呼ばれたアメリカ独立戦争時の英雄フランシス・マリオンに因んでいた。2000年の映画『パトリオット』はフランシス・マリオンが題材になった。
19世紀初期のカロライナ・ゴールドラッシュの時代、郡南部はその金生産で知られた。マッディ・クリークの岸やバイン・マウンテンの鉱山が産出地域だった。多くの鉱山やブラケットタウンのようなゴールドラッシュの町はもはや存在していないが、あちこちにある廃墟や墓地が当時の場所を示している。ウッドローンの鉱山など他にも鉱山はあった。トムズ・クリーク沿いに開かれた鉱山は雲母の鉱山だった可能性がある。選別所や掘削縦坑の名残が残っている。この鉱山を開設し運営した者の名は不明である。
マクドウェル郡は南北戦争で多くの出来事があった。1992年の映画『ラスト・オブ・モヒカン』は、郡内にあるジェイムズ湖の岸沿いで撮影された。
1861年マクドウェル郡、バーク郡、コールドウェル郡、ワタウガ郡、ヤンシー郡のそれぞれ一部を合わせ、ミッチェル郡が設立された。

## 郡政府
マクドウェル郡は地域自治体の委員会であるイソサーマル計画開発委員会のメンバーである。

## 地理
アメリカ合衆国国勢調査局に拠れば、郡域全面積は446平方マイル (1,156 km2)であり、このうち陸地442平方マイル (1,144 km2)、水域は5平方マイル (12 km2)で水域率は1.06%である。
郡内を多くのクリークや小川が流れている。カトーバ川が郡内を横切り、ジェイムズ湖に注いでいる。その途中にはカトーバ滝があり、近付くこともできる。他にもトムズ・クリーク滝などがある。この2つの滝を含め郡のほぼ半分はピスガー国立の森に入っている。州内唯一の石灰岩洞窟であるリンビル洞穴が郡北部にある。
ブルーリッジ・パークウェイが郡北西部境界を走っている。マクドウェル郡はピードモント台地にあり、西ノースカロライナのフットヒルズ地域に入っている。

### 郡区
マクドウェル郡は11の郡区に分割されている。クルックトクリーク、ダイサーツビル、グレンウッド、マリオン、モントフォードコーブ、ニボ、ノースコーブ、プレザントガーデンズ、ウッドローンセビア、シュガーヒル、オールドフォートの各郡区である。

### 隣接する郡
- ミッチェル郡 - 北
- アベリー郡 - 北北東
- バーク郡 - 東
- ラザフォード郡 - 南
- バンコム郡 - 西
- ヤンシー郡 - 北西

### 国立保護地域
- ブルーリッジ・パークウェイ（部分）
- ピスガー国立の森（部分）

## 都市と町

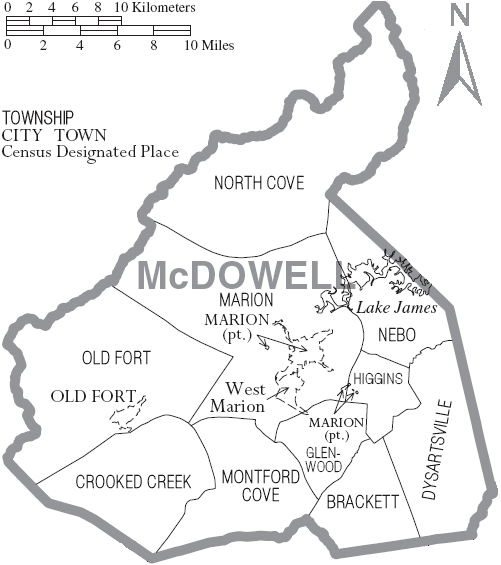
マクドウェル郡の自治体と郡区

- マリオン - 郡庁所在地
- オールドフォート

### 未編入の町
- ウェストマリオン
- リトルスウィッツァランド
- [ニボ
- グレンウッド
- プレザントガーデンズ
- ノースコーブ

## 教育
郡内の公共教育は、高校1校、中学校2校、小学校8校で行われている。他にマクダウェル・アーリーカレッジ高校がある。
私立学校はニューマンナ・クリスチャンスクールなど3校がある。
高等教育機関としは、マクダウェル工科コミュニティカレッジがある。